# Manuel Bretón del Rio y Fernández de Jubera
Manuel Bretón del Río y Fernández de Jubera (Arnedo, 1780 - 1859), Comte de la Riva i Picamoxons, fou un militar espanyol.
Nascut a Arnedo fill de Juan Crisóstomo Bretón Eguizabal i María Benita Fernández de Jubera, lluitant en la Guerra del Francès com a ajudant del general Francisco Javier Castaños. Destinat a la Ciutadella de Barcelona, en 1830 redactà un memorial contra Charles d'Espagnac.
Fou nomenat comandant general de Tortosa en 1833, neutralitzant l'aixecament carlí a Morella i participant en l'Acció de Maials. Ascendí a mariscal de camp i fou traslladat al govern militar de Saragossa. Fou capità general d'Aragó, Navarra, i en 1845, Catalunya, i Castella la Nova, i Cavaller de l'Orde de Carles III el 14 de novembre de 1845.